# Mebrahtom Keflezighi
Mebrahtom Keflezighi (ur. 5 maja 1975) – erytrejski lekkoatleta startujący w barwach Stanów Zjednoczonych, czterokrotny olimpijczyk (2000, 2004, 2012, 2016), w tym wicemistrz olimpijski z 2004 roku.

## Sukcesy
- 4. miejsce w Pucharze świata (Bieg na 5000 m Madryt 2002)
- srebrny medal podczas Igrzysk olimpijskich (maraton Ateny 2004)
- 4. miejsce podczas Igrzysk olimpijskich (maraton Londyn 2012)
- wielokrotne mistrzostwo Stanów Zjednoczonych na różnych dystansach.

## Rekordy życiowe
- Bieg na 5000 metrów – 13:11,77 (2000)
- Bieg na 10 000 metrów – 27:13,98 (2001)
- Półmaraton – 1:01:00 (2009)
- Bieg maratoński – 2:09:08 (2012)